# Ashland (Contea di Schuylkill, Pennsylvania)
Ashland è un comune (borough) degli Stati Uniti d'America, situato nello stato della Pennsylvania, diviso tra la contea di Schuylkill e la contea di Columbia.